# Locarno Beach
Locarno Beach är en strand i Kanada.   Den ligger i Greater Vancouver Regional District och provinsen British Columbia, i den sydvästra delen av landet, 3 500 km väster om huvudstaden Ottawa.
Runt Locarno Beach är det mycket tätbefolkat, med 4 842 invånare per kvadratkilometer.